# Trzy Wykrzykniki
Trzy Wykrzykniki – seria powieści kryminalnych dla dziewcząt, której główne bohaterki – Kim, Franziska i Marie – zakładają klub detektywistyczny. Nastolatki prowadzą śledztwa, tropią przestępców i rozwiązują zagadki.

## Historia serii
Seria Trzy Wykrzykniki powstała w 2006 roku w Niemczech, gdzie zdobyła dużą popularność wśród młodych czytelniczek. Do tej pory sprzedano łącznie ponad milion egzemplarzy książek z serii. W Polsce cykl Trzy !!! dostępny jest od 2011 roku nakładem wydawnictwa Sylabus.
Pierwowzorem dla serii Trzy Wykrzykniki są powieści detektywistyczne Przygody Trzech Detektywów (tytuł w języku niemieckim, Die Drei ???, dosłownie oznacza Trzy Znaki Zapytania), których historia sięga lat 50. XX wieku.

## Bohaterki serii
Kim Jülich – trzynastoletnia pomysłodawczyni Klubu Detektywistycznego Trzy Wykrzykniki. Nosi ciemne krótkie włosy. Mieszka z rodzicami i młodszymi braćmi – bliźniakami Benem i Lukasem – w małym domu na obrzeżach miasta. Kim wyróżnia się niezwykłą bystrością umysłu i sprytem. Ma zdolności dyplomatyczne i jest zawsze gotowa utrzymywać zgodę i porządek w Klubie. Jej specjalnością są szczegółowe opisy spotykanych osób. Nastolatka prowadzi Dziennik Detektywistyczny oraz swój osobisty pamiętnik.
Franziska Winkler – trzynastolatka z rudymi, spiętymi w mysie ogonki włosami. Najbardziej wysportowana w detektywistycznym trio: jeździ konno, uprawia jogging i uwielbia jazdę na rolkach. W związku z tym jest w bardzo sprawna i w czasie pościgów nikt jej nie dorówna. Franziska bardzo kocha zwierzęta, ma własnego kucyka Tinkę i kulawą kurę Polly. Poza tym jest pewna siebie, prostolinijna i bardzo naturalna, co sprawia, że zachowanie Marie i chorobliwa dbałość przyjaciółki o perfekcyjny wygląd czasami działają jej na nerwy. Franziska mieszka z rodziną poza centrum, w małym przytulnym domu z czerwonej cegły, do którego należy kilka zabudowań oraz duży ogród. W starej stajni, należącej do rodziny Franziski, Trzy Wykrzykniki urządziły tajną bazę swojego Klubu Detektywek.
Marie Grevenbroich – zafascynowana aktorstwem czternastolatka z długimi blond włosami. Marie jest córką znanego aktora serialu kryminalnego, pragnie zostać w przyszłości sławną aktorką lub piosenkarką. Z tego właśnie powodu chodzi na lekcje śpiewu i aktorstwa. Uprawia również jogging i aerobic. Ma w związku z tym mało wolnego czasu i często spóźnia się na spotkania Klubu. Dzięki zdolnościom aktorskim i talencie do improwizacji znakomicie sprawdza się pełnych napięcia sytuacjach, zachowując zimną krew. Trzeba też przyznać, że wśród Trzech Wykrzykników Marie przywiązuje największą wagę do swojego wyglądu. Jej pękająca w szwach szafa często stanowi magazyn kostiumów dla całej trójki.

## Tomy
- Telefon pułapka, Maja von Vogel (Warszawa 2011)
- Nieuczciwy casting, Henriette Wich (Warszawa 2011)
- Taniec czarownic, Maja von Vogel (Warszawa 2011)

## Autorki serii
- Henriette Wich
- Maja von Vogel
- Petra Steckelmann
- Mira Sol

## Ilustratorki
- Ina Biber
- Natascha Römer-Osadtschij

## Słuchowiska
Od 2009 roku na podstawie książek z serii powstają słuchowiska.